# 达林·希尔
达林·希尔（英語：Darryn Hill，1974年8月11日—），澳大利亚男子自行车运动员。他曾代表澳大利亚参加1996年和2000年夏季奥林匹克运动会自行车比赛，其中2000年奥运会获得一枚铜牌。